# Via Campesina
Via Campesina (iz španščine la vía campesina) se predstavi kot »mednarodno gibanje kmetov, majhnih in srednje velikih proizvajalcev, ljudi brez zemlje, podeželskih žensk, avtohtonih prebivalcev, podeželske mladine in kmetijskih delavcev iz Azije, Afrike, Amerike in Evrope«. Je združenje 148 organizacij, ki promovira družinski model kmetijstva temelječ na trajnostnem načinu pridelave hrane. Je prva organizacija, ki je skovala besedno zvezo prehranska suverenost (ang. food sovereignty). Prehranska suverenost se nanaša na pravico do pridelave hrane na svoji zemlji.